# Diocesi di Stobi

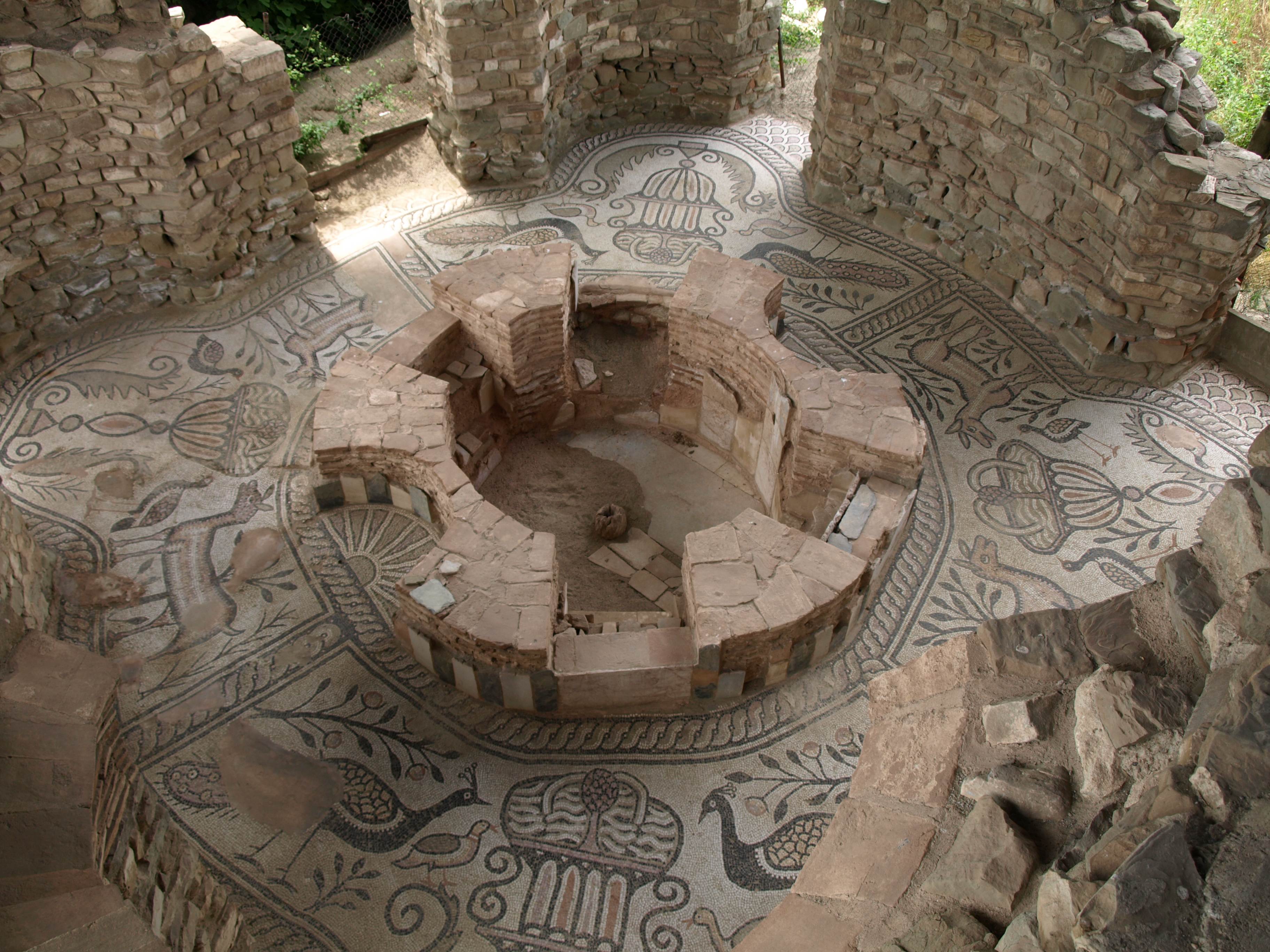
Resti del battistero della cattedrale di Stobi.

La diocesi di Stobi (in latino Dioecesis Stobensis) è una sede soppressa e sede titolare della Chiesa cattolica.

## Storia
Stobi, corrispondente alla città di Gradsko nell'odierna Macedonia del Nord, è un'antica sede vescovile della provincia romana della Macedonia Prima nella diocesi civile omonima, suffraganea dell'arcidiocesi di Tessalonica. La diocesi non è menzionata in nessuna antica Notitia Episcopatuum.
Michel Le Quien attribuisce a questa antica diocesi quattro vescovi: Budio o Bunio, che fu tra i padri del primo concilio di Nicea nel 325; Nicola, che prese parte al concilio di Calcedonia nel 451; Giovanni, che assistette al terzo concilio di Costantinopoli nel 680; e Margarites, che era presente al cosiddetto concilio in Trullo del 692. Le scoperte archeologiche hanno restituito i nomi dei vescovi Eustazio e Filippo, vissuti fra IV e V secolo. Aleksandar Ivanović attribuisce alla diocesi di Stobi anche il vescovo Foca nel 553.
Dal 1925 Stobi è annoverata tra le sedi vescovili titolari della Chiesa cattolica; la sede è vacante dal 30 giugno 1969.

## Cronotassi dei vescovi greci
- Budio (Budius o Bunius o Badius) † (menzionato nel 325)
- Eustazio † (IV secolo)[1][2]
- Filippo † (prima metà del V secolo)[3]
- Nicola †  (menzionato nel 451)
- Foca † (menzionato nel 553)[4]
- Giovanni †  (menzionato nel 680)
- Margarites † (menzionato nel 692)

## Cronotassi dei vescovi titolari
- Manoel Raymundo de Mello † (30 luglio 1923 - 11 marzo 1943 deceduto)
- Roman Richard Atkielski † (2 agosto 1947 - 30 giugno 1969 deceduto)